# Abenteuer auf Sizilien
Abenteuer auf Sizilien ist ein Mantel-und-Degen-Film aus dem Jahr 1948 von Roberto Gavaldón, der in US-amerikanisch-mexikanischer Co-Produktion entstand. Die Hauptrollen spielten Arturo de Córdova, Lucille Bremer und Turhan Bey. Der Film wurde von Brian Foy Productions produziert.

## Handlung
Sizilien im Jahr 1793. Das österreichische Kaiserreich hat einen lokalen Aufstand niedergeschlagen. Der Rebellenführer, Baron D’Anneci, ist sich im Klaren, dass nur ein jüngerer Mann als er selbst den Kampf fortführen kann. Er schickt seinen Adjutanten Lorenzo aus, den bekannten Abenteurer und Frauenheld Jacques Casanova ausfindig zu machen. Casanova hält sich zurzeit auf der Insel Malta auf, wo ihn Lorenzo aufsucht. Die Nachricht, dass Österreich und Spanien seine Besitztümer konfisziert und seinen Vater hingerichtet haben, lässt ihn einwilligen, die Rebellion anzuführen.
Gouverneur D’Albernasi informiert seine Tochter Bianca, dass sie den Grafen De Brissac, Botschafter des österreichischen Kaisers, zu heiraten hat. Bianca weigert sich und wird unter Hausarrest gestellt. Casanovas Rückkehr lässt die Rebellen wieder hoffen. In der Folgezeit kommt es zu vermehrten Angriffen auf D’Albernasis Truppen. Als der Gouverneur den Brotpreis steigen lässt, entführt Casanova den Polizeipräfekten Marquis De Gaetano, den Bruder des Gouverneurs und eine Schwadron Kavallerie. Mit einer weißen Fahne sucht er zusammen mit Lorenzo und D‘Anneci als Parlamentär den Gouverneur auf. Für die Freilassung der Geiseln verlangt er die Herausgabe von Nahrungsmitteln für die Bevölkerung für einen Monat.
Mit der Hilfe ihrer Dienerin Zanetta, die mit Lorenzo liiert ist, will Bianca aus ihrem Arrest entfliehen. Sie verkleidet sich als Page, um zum Hauptquartier der Rebellen zu flüchten. Lady Adria, die Geliebte des Gouverneurs, ist von Casanova beeindruckt. De Brissac erkennt ihr Interesse an dem Rebellenführer und stellt diesem eine Falle, als er Adria in ihrem Ankleidezimmer besucht. Adria erliegt dem Charme des Frauenhelden und enthüllt De Brissacs Plan. Casanova kann mit ihrer Hilfe entkommen und begegnet Bianca und Zanetta, die er zu Lorenzo mitnimmt. Im Rebellenquartier gibt Zanetta vor, Bianca D’Albernasi zu sein, während der Page ihr Diener sei. Die Rebellen akzeptieren Zanetta, Bianca wird zur Dienerin Casanovas gemacht. Sie schafft es, wieder in Kleider gewandet, mit Casanova zu Abend zu essen. Nach dem Essen enthüllt Casanova, dass er schon von Beginn an gewusst habe, dass der angebliche Page eine Frau ist.
De Brissac glaubt, dass Bianca von den Rebellen entführt wurde. Er befiehlt die Festnahme des Gouverneurs und nimmt dessen Platz ein. Er übermittelt Casanova eine Duellforderung, doch Lorenzo, in Sorge um das Leben seines Anführers, reitet zum Treffpunkt und führt das Duell selber aus. Lorenzo wird tödlich verletzt und stirbt in den Armen Casanovas, der zu spät den Duellplatz erreicht. Zanetta trauert um ihren Geliebten und verrät D’Anneci, dass die Frau, die für Zanetta gehalten wird, in Wirklichkeit Bianca ist. Casanova, der die Identität der falschen Zanetta nicht kennt, verliebt sich mit der Zeit in sie. Beide werden jedoch von De Brissac gefangen genommen und des Verrats angeklagt. Da ihnen die Todesstrafe droht, willigt Bianca ein, De Brissac zu heiraten. Um Casanovas Leben zu retten, kann sie dessen Hinrichtung bis nach der Hochzeit hinauszögern.
In seiner Zelle erhält Casanova Besuch des Geistlichen Jacobo, der in Wahrheit den Rebellen angehört. Jacobo informiert ihn, dass Bianca versucht, ihm zu helfen. Bianca kann die Hochzeit immer wieder verzögern, doch nach einiger Zeit findet sie dann doch statt. Jacobo und Zanetta, die sich als Casanovas Frau ausgibt, wird erlaubt, ihn ein letztes Mal zu besuchen. Zanetta hat Weinflaschen mitgebracht, die von den Wachen konfisziert werden. Der Wein ist mit Schlafmittel versetzt, der die Wachen außer Gefecht setzt. Casanova wird befreit, der sofort zu Biancas Gemächern eilt. Dort trifft er auf De Brissac, der seine ehelichen Rechte einfordern will. Es kommt zu einem Schwertkampf, bei dem Casanova De Brissac tötet. Der Gouverneur wird freigelassen und erweist sich als gütiger und dankbarer Führer. Er erklärt, dass Casanova, der Bianca heiraten wird, als neuer Botschafter nach Neapel entsandt wird.

## Hintergrund
Gedreht wurde der Film von Anfang Mai bis Mitte Juli 1947 in den Universa-Studios in Universal City und in den Churubuscu-Studios in Mexiko-Stadt.
Al Ybarra und Jorge Fernández oblag die künstlerische Leitung. Noel Madison arbeitete als Produktionsassistent. Musikalischer Direktor war Irving Friedman, Paul Dessau der Supervisor. Harold Byrns und Emil Cadkin leiteten das Orchester.

## Veröffentlichung
Die Premiere des Films fand am 7. Februar 1948 in den USA und am 24. Juni 1948 in Mexiko statt. In Österreich kam er am 25. April 1950 in die Kinos, in der Bundesrepublik Deutschland am 17. Oktober 1950.

## Kritiken
Das Lexikon des internationalen Films schrieb: „Üppig ausgestatteter Mantel-und-Degen-Film.“